# Olympische Winterspiele 1960/Teilnehmer (Island)
| Gelbes Symbol für Goldmedaillen mit stilisierten Olympischen Ringen | Graues Symbol für Silbermedaillen mit stilisierten Olympischen Ringen | Braundes Symbol für Bronzemedaillen mit stilisierten Olympischen Ringen |
| ------------------------------------------------------------------- | --------------------------------------------------------------------- | ----------------------------------------------------------------------- |
| —                                                                   | —                                                                     | —                                                                       |

Island nahm an den Olympischen Winterspielen 1960 im US-amerikanischen Squaw Valley mit einer Delegation von vier Athleten teil.
Seit 1948 war es die vierte Teilnahme Islands an Olympischen Winterspielen.

## Teilnehmer nach Sportarten

### Ski Alpin
- Eysteinn Þórðarson
Abfahrt, Männer: 37. Platz – 2:26,2 min
Riesenslalom, Männer: 27. Platz – 1:59,1 min
Slalom, Männer: 17. Platz – 2:24,9 min

- Kristinn Benediktsson
Abfahrt, Männer: 36. Platz – 2:26,0 min
Riesenslalom, Männer: 34. Platz – 2:06,1 min
Slalom, Männer: 23. Platz – 2:37,1 min

- Jóhann Vilbergsson
Abfahrt, Männer: 33. Platz – 2:24,6 min
Riesenslalom, Männer: disqualifiziert
Slalom, Männer: dnf

### Skispringen
- Skarphéðinn Guðmundsson
Skispringen, Männer: 43. Platz